# Tomris İncer
Tomris İncer, rođena 16. ožujka 1948. godine u Bugarskoj preminula je 5. listopada 2015. u Istanbulu. Turska je glumica. Najpoznatija je po ulozi Nadide Evliyaoğlu u Tisuću i jednoj noći te kao Şahnur Baldar u Ljubav i kazna.

## Filmografija
- (2010.) - Ljubav i kazna - Şahnur Baldar
- (2009.) - Pravi muškarac - Baka
- (2006. – 2008.) - Tisuću i jedna noć - Nadide Evliyaoğlu
- (2006.) - Tramvaj - Madame Eleni
- (2003.) - Pšenica
- (2001.) - Ljetna ljubav
- (1998.) - Igra mi je stara - Anne
- (1997.) - Pod ljubavnom opsadom
- (1994.) - Hlače i...
- (1993.) - Za razliku od svijeta
- (1993.) - Svijet naopačke
- (1990.) - Skriveno lice
- (1978.) - Naočnjaci